# Serpaize
Serpaize é uma comuna francesa na região administrativa de Auvérnia-Ródano-Alpes, no departamento de Isère. Estende-se por uma área de 11,71 km². Em 2010 a comuna tinha 2 056 habitantes (densidade: 175,6 hab./km²).